# Nørre Løgum Sogn
Nørre Løgum Sogn er et sogn i Tønder Provsti (Ribe Stift).
Nørre Løgum Sogn hørte til Tønder, Højer og Lø Herred i Tønder Amt. Nørre Løgum sognekommune blev ved kommunalreformen i 1970 indlemmet i Løgumkloster Kommune, der ved strukturreformen i 2007 indgik i Tønder Kommune.
I Nørre Løgum Sogn ligger Nørre Løgum Kirke.
I sognet findes følgende autoriserede stednavne:
- Bjerndrup (bebyggelse)
- Fælled (bebyggelse)
- Fårgård (landbrugsejendom)
- Gåsblok (bebyggelse)
- Kisbæk (bebyggelse)
- Kløjing (bebyggelse, ejerlav)
- Koldkåd (bebyggelse)
- Landeby (bebyggelse, ejerlav)
- Lundsgård (bebyggelse)
- Lundstoft (bebyggelse)
- Løgum Bjerge (bebyggelse)
- Løgumgårde (bebyggelse, ejerlav)
- Løgumgårde Mark (bebyggelse)
- Løjtved (bebyggelse, ejerlav)
- Nørre Løgum (bebyggelse, ejerlav)
- Nørregård (bebyggelse)
- Nørrehede (bebyggelse)
- Teglgård (bebyggelse)
- Tohede (bebyggelse)
- Tornskov (bebyggelse)
- Tornskov Bjerg (bebyggelse)
- Ulstrup (bebyggelse)
- Vester Terp (bebyggelse, ejerlav)
- Vester Terp Fælled (bebyggelse)
- Visbjerg (bebyggelse)
- Vongshøj (areal, bebyggelse)

## Afstemningsresultat
Folkeafstemningen ved Genforeningen i 1920 gav i Nørre Løgum Sogn 363 stemmer for Danmark, 227 for Tyskland. Af vælgerne var 83 tilrejst fra Danmark, 47 fra Tyskland. 